# Ignatievo
Ignatievo (bulgariska: Игнатиево) är ett distrikt i Bulgarien.   Det ligger i kommunen obsjtina Aksakovo och regionen Oblast Varna, i den östra delen av landet, 400 km öster om huvudstaden Sofia.
Omgivningarna runt Ignatievo är en mosaik av jordbruksmark och naturlig växtlighet. Runt Ignatievo är det mycket tätbefolkat, med 1 018 invånare per kvadratkilometer.